# Біленко Руслан Анатолійович
Русла́н Анато́лійович Біле́нко (нар. 20 вересня 1984 — пом. 14 листопада 2014) — солдат Збройних сил України, учасник російсько-української війни.

## Життєпис
Родом з Донбасу, закінчив там школу, пройшов строкову службу в ЗСУ. 2006 року сім'я Біленків переїхала в Ліві Солонці.
Мобілізований, військовослужбовець 28-ї окремої механізованої бригади, номер обслуги міномета. Службу в зоні бойових дій проходив із 28 серпня.
Загинув 14 листопада 2014 року під час обстрілу колони поблизу аеропорту Донецька біля села Первомайське — військові виходили на ротацію та потрапили в засідку, машина згоріла. Тоді ж загинув старший лейтенант Іван Ворохта.
Залишились мама Неля Савеліївна та дві сестри.
Похований у селі Ліві Солонці.

## Нагороди та вшанування
- 4 червня 2015 року за особисту мужність і героїзм, виявлені у захисті державного суверенітету та територіальної цілісності України, вірність військовій присязі під час російсько-української війни, відзначений — нагороджений орденом «За мужність» III ступеня (посмертно).[1]
- березнем 2015 року в Солонцях відкрито меморіальну таблицю Русланові Біленку